# Nova-Centre
Circonscription électorale fédérale du Canada
Nova-Centre (en anglais : Central Nova) est une circonscription électorale fédérale canadienne dans la province de la Nouvelle-Écosse.
Elle comprend les comtés de Pictou et Antigonish, la municipalité de St. Mary's et l'extrémité est de la municipalité régionale d'Halifax.
Les circonscriptions limitrophes sont Cumberland—Colchester—Musquodoboit Valley, Sackville—Eastern Shore et Cape Breton—Canso.

## Historique
La circonscription fut créée en 1966 à partir d'Antigonish—Guysborough, Colchester—Hants et Pictou. En 1976, une partie importante du comté d'Halifax fut transférée dans la circonscription. En 1987, la circonscription perdit presque l'ensemble du comté de Guysborough, excepté l'extrême-ouest du comté, mais gagna la partie centrale et ouest du comté d'Halifax. Abolie en 1996, elle fusionna avec les circonscriptions de Pictou—Antigonish—Guysborough et Sackville—Eastern Shore.
Nova-Ouest réapparut en 2003 d'une partie importante de Pictou—Antigonish—Guysborough et plus modeste de Sackville—Musquodoboit Valley—Eastern Shore.

## Députés
1968 - 1997
| Législature                                                                 | Années    | Député         | Député          | Parti                     |
| --------------------------------------------------------------------------- | --------- | -------------- | --------------- | ------------------------- |
| Nova-Centre issue de Antigonish—Guysborough, Colchester—Hants et Pictou     |           |                |                 |                           |
| 28e                                                                         | 1968–1971 |                | Russell MacEwan | Progressiste-conservateur |
| 28e                                                                         | 1971-1972 | Elmer MacKay   |                 | Progressiste-conservateur |
| 29e                                                                         | 1972–1974 | Elmer MacKay   |                 | Progressiste-conservateur |
| 30e                                                                         | 1974–1979 | Elmer MacKay   |                 | Progressiste-conservateur |
| 31e                                                                         | 1979–1980 | Elmer MacKay   |                 | Progressiste-conservateur |
| 32e                                                                         | 1980–1983 | Elmer MacKay   |                 | Progressiste-conservateur |
| 32e                                                                         | 1983-1984 | Brian Mulroney |                 | Progressiste-conservateur |
| 33e                                                                         | 1984–1988 | Elmer MacKay   |                 | Progressiste-conservateur |
| 34e                                                                         | 1988–1993 | Elmer MacKay   |                 | Progressiste-conservateur |
| 35e                                                                         | 1993–1997 |                | Roseanne Skoke  | Libéral                   |
| Redistribuée parmi Pictou—Antigonish—Guysborough et Sackville—Eastern Shore |           |                |                 |                           |

2004-.......
| Législature                                                                             | Années        | Député | Député       | Parti        |
| --------------------------------------------------------------------------------------- | ------------- | ------ | ------------ | ------------ |
| Recréée de Pictou—Antigonish—Guysborough et Sackville—Musquodoboit Valley—Eastern Shore |               |        |              |              |
| 38e                                                                                     | 2004–2006     |        | Peter MacKay | Conservateur |
| 39e                                                                                     | 2006–2008     |        | Peter MacKay | Conservateur |
| 40e                                                                                     | 2008–2011     |        | Peter MacKay | Conservateur |
| 41e                                                                                     | 2011–2015     |        | Peter MacKay | Conservateur |
| 42e                                                                                     | 2015–2019     |        | Sean Fraser  | Libéral      |
| 43e                                                                                     | 2019–2021     |        | Sean Fraser  | Libéral      |
| 44e                                                                                     | 2021–2025     |        | Sean Fraser  | Libéral      |
| 45e                                                                                     | 2025–en cours |        | Sean Fraser  | Libéral      |

## Résultats électoraux
Modèle:Élection générale canadienne de 2025 — Nova-Centre
|       | Candidat               | Parti        | # de voix | % des voix |
|       | Fred DeLorey (en)      | Conservateur | +11 407,  | 25,91 %    |
|       | Sean Fraser            | Libéral      | +25 666,  | 58,29 %    |
|       | Ross Landry (en)       | NPD          | +04 466,  | 10,14 %    |
|       | David Hachey           | Vert         | +01 901,  | 4,32 %     |
|       | Alexander J. MacKenzie | Indépendant  | +00591,   | 1,34 %     |
| Total | Total                  | Total        | 44 031    | 100 %      |

|       | Candidat         | Parti        | # de voix | % des voix |
|       | (x) Peter MacKay | Conservateur | +21 593,  | 56,79 %    |
|       | John R. Hamilton | Libéral      | +05 614,  | 14,76 %    |
|       | David K. Parker  | NPD          | +09 412,  | 24,75 %    |
|       | Matthew Chisholm | Vert         | +01 406,  | 3,7 %      |
| Total | Total            | Total        | 38 025    | 100 %      |

|       | Candidat              | Parti             | # de voix | % des voix |
|       | (x) Peter MacKay      | Conservateur      | +18 240,  | 46,6 %     |
|       | Mary Louise Lorefice  | NPD               | +07 659,  | 19,57 %    |
|       | Elizabeth May         | Vert              | +12 620,  | 32,24 %    |
|       | Michael Harris MacKay | Héritage          | +00427,   | 1,09 %     |
|       | Paul Kemp             | Action canadienne | +00196,   | 0,5 %      |
| Total | Total                 | Total             | 39 142    | 100 %      |